# Замок Георгенбург
Замок Георгенбург (нім. Schloss Georgenburg) — старовинний замок Тевтонського ордену, який знаходиться в Черняховську (в північному кварталі Маївка, відокремленому від основної забудови міста річкою Інструч) Калінінградській області.
23 березня 2007 року замок отримав статус об'єкта культурної спадщини регіонального значення. Замок Георгенбург входить до трійки найбільш збережених замків Калінінградській області — поряд з замками Тапіау в Гвардєйську і Вальдау в Низов'ї. Неподалік від замку знаходиться однойменний кінний завод.

## Історія

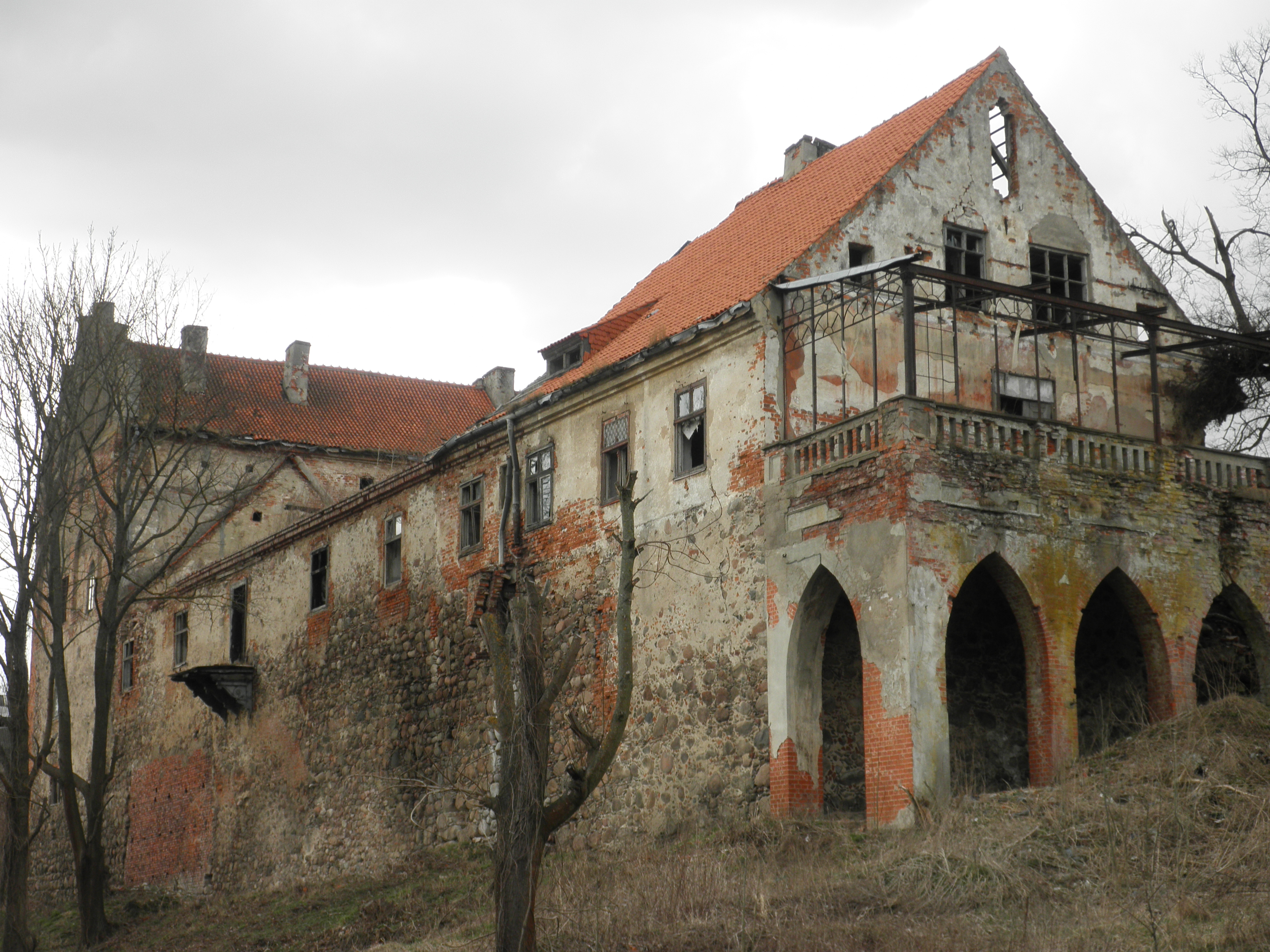
Руїни замку Георгенбург

### 1264 рік— 18 століття
Перше фортифікаційне укріплення збудовано в 1264 році на старому прусському городищі Капзовин лицарем Німецького ордену Хартманом фон Грумбахом і названо на честь святого Георга. Перша згадка про замок датується 1354 роком, однак сам замок побудований в 1337 році — дерев'яно-земляним, в 1351 році — кам'яним. З 1352 року, після поділу земель між Тевтонським орденом та єпископом, і аж до 1525 року замок належав Замландському єпископу Тевтонського ордену.
Георгенбург двічі руйнували литовці — в 1364 і 1376 роках. У 1385—1390 роках замок реконструювали, й із західного боку було добудовано форбург. У 1403 році захоплений військом Вітовта, в 1657 році сильно постраждав при навалі татар, в 1679 році зайнятий шведами.
З 1709 року замок з маєтком почали здавати в оренду. Останній власник — доктор Мартін Гелінг.

### Кінець 20 ст.— сьогодення
У 1994—1995 роках приміщення замку орендував Російський страховий банк строком на 99 років з метою створення культурно-розважального центру. На його території проводилися археологічні розкопки до кризи 1997 року, й банк відмовився від задуманого проекту. На даний час замок на межі руйнування.
У 2010 році рішенням обласної думи замок передано РПЦ. На даний час на території історичної пам'ятки ведуться роботи із очищення та благоустрою, а також проводяться туристичні екскурсії.
6 травня 2017 року поблизу замку Черняховською єпархією було організовано концерт Калінінградського симфонічного оркестру під керівництвом Аркадія Фельдмана.